# Sylvester Kundmann

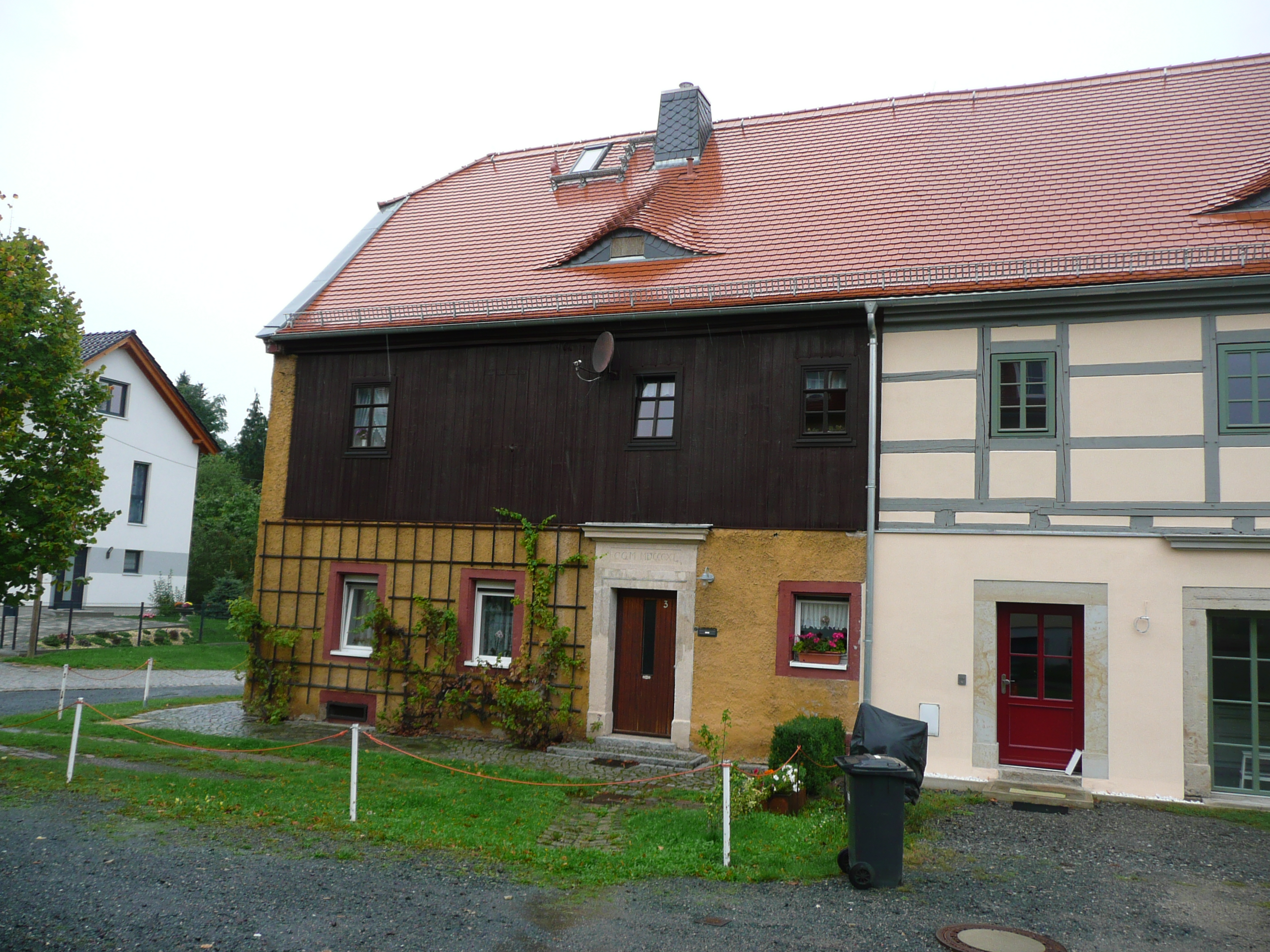
Freigut Altwölfnitz 3

Sylvester Kundmann, auch: Kundtmann (* 26. Mai 1597 in Falkenau; † 10. September 1676 in Wölfnitz) war Leibarzt des Kurfürsten Johann Georg II.

## Leben
Sein Großvater, Ulrich Kundmann, war Ratsherr und Baudirektor in Kostnitz (Konstanz) am Bodensee. Er hatte sich von Jugend auf mit Architektur und Mechanik beschäftigt und erfand eine Methode, um Brennholz einzusparen („Holtz-Sparkunst“). Zusammen mit seinen Gefährten Friedrich Fröhner und Conrad Zwicke übergab er 1557 auf dem Reichstag zu Regensburg dem Kaiser eine Supplication (Bittschrift) und erhielt ein Privilegium (in diesem Falle: eine Art Patent) auf seine Methode, außerdem ein Familienwappen. Er wanderte mit seinem Sohn Tobias, Sylvesters Vater, nach Böhmen aus. Tobias studierte noch zu Martin Luthers Zeiten in Wittenberg. Später wurde er Pfarrer zu Neudek im Elbogener Kreis in Böhmen.
Sylvester Kundmann wurde am 26. Mai 1597 im 15 km südwestlich von Karlsbad gelegenen Sokolov geboren. Er war der Erbherr von Wenzelsdorf (jetzt Wüstung) bei Brüx. Er schrieb sich im Sommer 1613 an der Universität Leipzig und am 6. Mai 1619 in Altdorf ein. 1621 promovierte er zum Doktor der Medizin. Danach praktizierte er in Brüx als Arzt. 1622 heiratete er die Witwe Maria Winckelmann, geb. Weidlich, Tochter des Bürgermeisters von Brüx. 1626 musste er wegen seines Glaubens Böhmen verlassen und zog nach Chemnitz, wo er 1629 ein pädagogisches Werk veröffentlichte und dem sächsischen Kurfürsten widmete. Das brachte ihm 1636 die Stelle als Leibarzt ein. Johann Georg II. setzte ihn als Lehrer seines Sohnes, des späteren Johann Georg III., sowie des Pagen Freiherr von Gersdorff ein. 1647 erwarb er das nahe Dresden gelegene Gut Altwölfnitz 3, das 1666 von allen Abgaben befreit wurde. Seine Nachbarin war seit dem 24. August 1648 die Kurfürstin Magdalena Sibylla, die neben dem Gorbitzer Rittergut auch das abgebrannte Lehngut von Christopher Werner neben Kundmanns Besitz kaufte. Außerdem erwarb sie noch 1,5 Scheffel von Kundmanns Gut. Leider konnte er nicht in Frieden auf seinem Grundstück leben, da der Wölfnitzer Glaser Zimmermann einen Gerichtsstreit um die Vermessung der Grundstücksgrenze anzettelte.
1667 verstarb seine Frau und 1668 heiratete er Esther geb. Grumcowsky.
Nach seinem Tod wurde ihm ein Epitaph in der Dresdner Frauenkirche errichtet.

## Schriften
- Scholam Pricipum Juniorum, Schleusingen 1626
- Trauer-Schrifft auf den Tod Magdalenen Sibyllen, regierender Churfürstin zu Sachsen, Dresden 1659
- Ein Unterricht, wie sich ein Mensch gegen GOtt, gegen seinen Nächsten und gegen sich selbst recht Christlich verhalten soll, Dresden 1658
- Kurtzer Beweiß der unfehlbaren ungezweiffelten Göttlichen Hülffe, Dresden 1662
- Beten hilfft nicht, und hilft doch gewiß, Dresden 1667